# Кумровец
Кумровец је насељено место и седиште општине у Загорју, Крапинско-загорској жупанији, Хрватска. До територијалне реорганизације у Хрватској налазио се у саставу бивше општине Клањец.
Слично је десетинама загорских села, али је постало познато по томе што је у њему 7. маја 1892. године рођен једини и доживотни председник СФРЈ и СКЈ — Јосип Броз Тито.

## Становништво
На попису становништва 2011. године, општина Кумровец је имала 1.588 становника, од чега у самом Кумровцу 267.

## Попис1991.
На попису становништва 1991. године, насељено место Кумровец је имало 303 становника, следећег националног састава:
| Попис 1991.‍ | Попис 1991.‍ | Попис 1991.‍ | Попис 1991.‍ | Попис 1991.‍ |
| ----------- | ----------- | ----------- | ----------- | ----------- |
|             |             |             |             |             |
| Хрвати      | Хрвати      |             | 272         | 89,76%      |
| Срби        | Срби        |             | 11          | 3,63%       |
| Албанци     | Албанци     |             | 5           | 1,65%       |
| Словенци    | Словенци    |             | 3           | 0,99%       |
| Црногорци   | Црногорци   |             | 3           | 0,99%       |
| Аустријанци | Аустријанци |             | 1           | 0,33%       |
| Муслимани   | Муслимани   |             | 1           | 0,33%       |
| Словаци     | Словаци     |             | 1           | 0,33%       |
| Чеси        | Чеси        |             | 1           | 0,33%       |
| непознато   | непознато   |             | 5           | 1,65%       |
| укупно: 303 |             |             |             |             |